# Chupiquiña
Chupiquiña ist der Name eines 5789 m hohen Vulkanberges im Norden von Chile in der Región de Arica y Parinacota. Er liegt an der Grenze zu Peru in enger Nachbarschaft zum Vulkan Tacora.
Im Sattel zwischen Chupiquiña und Tacora befanden sich Schwefelminen.

## Geschichte
Der Chupiquiña fiel nach dem Pazifikkrieg (1879–1884) von Peru an Chile. Er gehörte daraufhin zur ehemaligen chilenischen Provinz Tacna. Mit dem Abkommen zwischen Chile und Peru von 1926 wurde er wieder an Peru zurückgegeben. Durch eine nachträgliche Vereinbarung wurde der Berg dann im Zuge eines Gebietsaustauschs an Chile abgetreten.